# 將軍澳北 (選區)
將軍澳北（英語：Tseung Kwan O North，代號Q3）是香港西貢區議會下轄的選區，2023年設立，定為雙議席選區。

## 範圍
現時選區位於將軍澳新市鎮北部，包括寶林及坑口站一帶，與其接壤的選區有西貢及坑口、將軍澳南選區、觀塘區議會的觀塘東南選區。
投票站設有十一個，分別位於迦密主恩中學、寶林邨文娛活動會堂、寶林體育館、順德聯誼總會梁潔華小學、東華三院王余家潔紀念小學、東華三院王余家潔紀念小學、天主教鳴遠中學、坑口社區會堂、仁濟醫院陳耀星小學、保良局馮晴紀念小學、仁愛堂田家炳小學。

## 沿革
2023年香港選舉改革將區議會所有單議席選區取消，西貢定為三個雙議席選區，共選出六席民選議員。將軍澳北選區由原有單議席的寶林、欣英、慧茵、運亨、景林、厚德、富藍、德明、南安、軍寶選區合併而成。
2023年區議會選舉，估算人口有170,790人，選民有106,638人，吸引到三人參選。

## 歷屆議員
| 選區名稱 | 屆別           | 議員   | 政治聯繫 | 政治聯繫        | 議員   | 政治聯繫 | 政治聯繫 |
| -------- | -------------- | ------ | -------- | --------------- | ------ | -------- | -------- |
| 將軍澳北 | 2024年－2027年 | 陳志豪 |          | 新民黨/公民力量 | 溫啟明 |          | 民建聯   |

## 歷屆選舉結果
| 政党   | 政党            | 候选人            | 票数   | %      | ± |
| ------ | --------------- | ----------------- | ------ | ------ | - |
|        | 專業動力        | ①. 陸秀貞（阿貞） | 7,477  | 25.48% |   |
|        | 民建聯          | ②. 溫啟明         | 10,826 | 37.04% |   |
|        | 新民黨/公民力量 | ③. 陳志豪         | 10,952 | 37.47% |   |
| 多数票 | 多数票          | 多数票            | 126    |        |   |

## 資料來源
1. ↑   (PDF).   [2023年8月23日]. （原始内容 (PDF)存档于2023年8月5日） （繁体中文）.
2. ↑   (PDF).   [2023年11月17日]. （原始内容 (PDF)存档于2023年12月3日）.
3. ↑   (PDF). 選舉管理委員會. 2023-07-11  [2023-08-23].[]
4. ↑   (PDF).   [2023-11-19]. （原始内容存档 (PDF)于2023-11-16）.
5. ↑   (PDF).   [2023-08-23]. （原始内容存档 (PDF)于2023-08-05）.
6. ↑   (PDF).   [2023-11-17]. （原始内容存档 (PDF)于2023-12-03）.